# Isches
Isches [iʃ]  est une commune française située dans le département des Vosges, en région Grand Est.
Ses habitants sont appelés les Ischois.

## Géographie

### Localisation
Isches est située à 8 km de Lamarche, à 10 km de Bourbonne-les-Bains (Haute-Saône), à 13 km de Monthureux-sur-Saône et à 23 km de Jussey (Haute-Saône).
| Lamarche               | Serécourt | Tignécourt  |
| Mont-lès-Lamarche      | Isches    | Fouchécourt |
| Serqueux (Haute-Marne) | Senaide   | Ainvelle    |

### Sismicité
Commune située dans une zone 2 de sismicité faible.

### Hydrographie et les eaux souterraines
Hydrogéologie et climatologie : Système d’information pour la gestion des eaux souterraines du bassin Rhin-Meuse :
Territoire communal : Occupation du sol (Corinne Land Cover); Cours d'eau (BD Carthage),
Géologie : Carte géologique; Coupes géologiques et techniques,
 Hydrogéologie : Masses d'eau souterraine; BD Lisa; Cartes piézométriques.

#### Réseau hydrographique
La commune est située pour partie dans le bassin versant de la Meuse au sein du bassin Rhin-Meuse et pour partie dans le bassin versant de la Saône au sein du bassin Rhône-Méditerranée-Corse. Elle est drainée par le ruisseau Haut Fer, Duron Rupt et le ruisseau de Ferrière,.
Le ruisseau Haut Fer, d'une longueur totale de 12,8 km, prend sa source dans la commune de Lamarche et se jette dans la Saône à Fignévelle, après avoir traversé six communes.

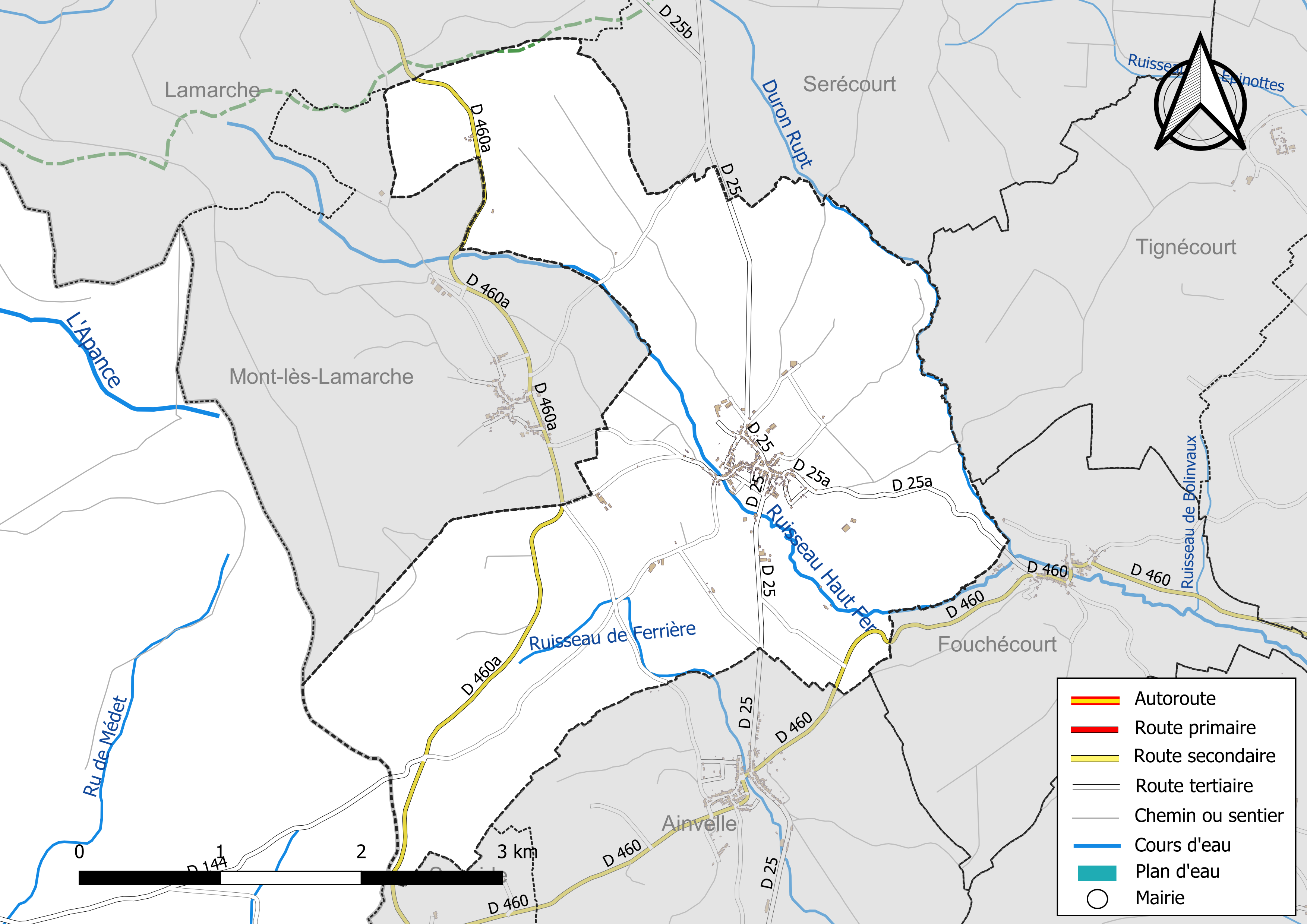
Réseaux hydrographique et routier d'Isches.

#### Gestion et qualité des eaux
Le territoire communal est couvert par le schéma d'aménagement et de gestion des eaux (SAGE) « Nappe des Grès du Trias Inférieur ». Ce document de planification, dont le territoire comprend le périmètre de la zone de répartition des eaux de la nappe des Grès du trias inférieur (GTI), d'une superficie de 1 497 km2,  est en cours d'élaboration. L’objectif poursuivi est de stabiliser les niveaux piézométriques de la nappe des GTI et atteindre l'équilibre entre les prélèvements et la capacité de recharge de la nappe. Il doit être cohérent avec les objectifs de qualité définis dans les SDAGE Rhin-Meuse et Rhône-Méditerranée. La structure porteuse de l'élaboration et de la mise en œuvre est le conseil départemental des Vosges.
La qualité des eaux de baignade et des cours d’eau peut être consultée sur un site dédié géré par les agences de l’eau et l’Agence française pour la biodiversité.

### Climat
Pour des articles plus généraux, voir Climat du Grand Est et Climat des Vosges.
En 2010, le climat de la commune est de type climat de montagne, selon une étude du Centre national de la recherche scientifique s'appuyant sur une série de données couvrant la période 1971-2000. En 2020, Météo-France publie une typologie des climats de la France métropolitaine dans laquelle la commune est exposée à un climat océanique altéré et est dans la région climatique  Lorraine, plateau de Langres, Morvan, caractérisée par un hiver rude (1,5 °C), des vents modérés et des brouillards fréquents en automne et hiver. 
Pour la période 1971-2000, la température annuelle moyenne est de 9,8 °C, avec une amplitude thermique annuelle de 17,1 °C. Le cumul annuel moyen de précipitations est de 1 003 mm, avec 13,3 jours de précipitations en janvier et 9,5 jours en juillet. Pour la période 1991-2020, la température moyenne annuelle observée sur la station météorologique de Météo-France la plus proche, « Lignéville », sur la commune de Lignéville à 19 km à vol d'oiseau, est de 10,3 °C et le cumul annuel moyen de précipitations est de 856,3 mm. 
La température maximale relevée sur cette station est de 38,7 °C, atteinte le 25 juillet 2019 ; la température minimale est de −17,5 °C, atteinte le 20 décembre 2009,,. 
Les paramètres climatiques de la commune ont été estimés pour le milieu du siècle (2041-2070) selon différents scénarios d'émission de gaz à effet de serre à partir des nouvelles projections climatiques de référence DRIAS-2020. Ils sont consultables sur un site dédié publié par Météo-France en novembre 2022.

## Urbanisme

### Typologie
Au 1er janvier 2024, Isches est catégorisée commune rurale à habitat dispersé, selon la nouvelle grille communale de densité à sept niveaux définie par l'Insee en 2022.
Elle est située hors unité urbaine. Par ailleurs la commune fait partie de l'aire d'attraction de Vittel - Contrexéville, dont elle est une commune de la couronne,. Cette aire, qui regroupe 72 communes, est catégorisée dans les aires de moins de 50 000 habitants,.

### Occupation des sols
L'occupation des sols de la commune, telle qu'elle ressort de la base de données européenne d’occupation biophysique des sols Corine Land Cover (CLC), est marquée par l'importance des territoires agricoles (80,6 % en 2018), une proportion sensiblement équivalente à celle de 1990 (80,4 %). La répartition détaillée en 2018 est la suivante : 
terres arables (33,4 %), prairies (30,6 %), forêts (16,9 %), zones agricoles hétérogènes (13,3 %), cultures permanentes (3,4 %), zones urbanisées (2,5 %). L'évolution de l’occupation des sols de la commune et de ses infrastructures peut être observée sur les différentes représentations cartographiques du territoire : la carte de Cassini (XVIIIe siècle), la carte d'état-major (1820-1866) et les cartes ou photos aériennes de l'IGN pour la période actuelle (1950 à aujourd'hui).

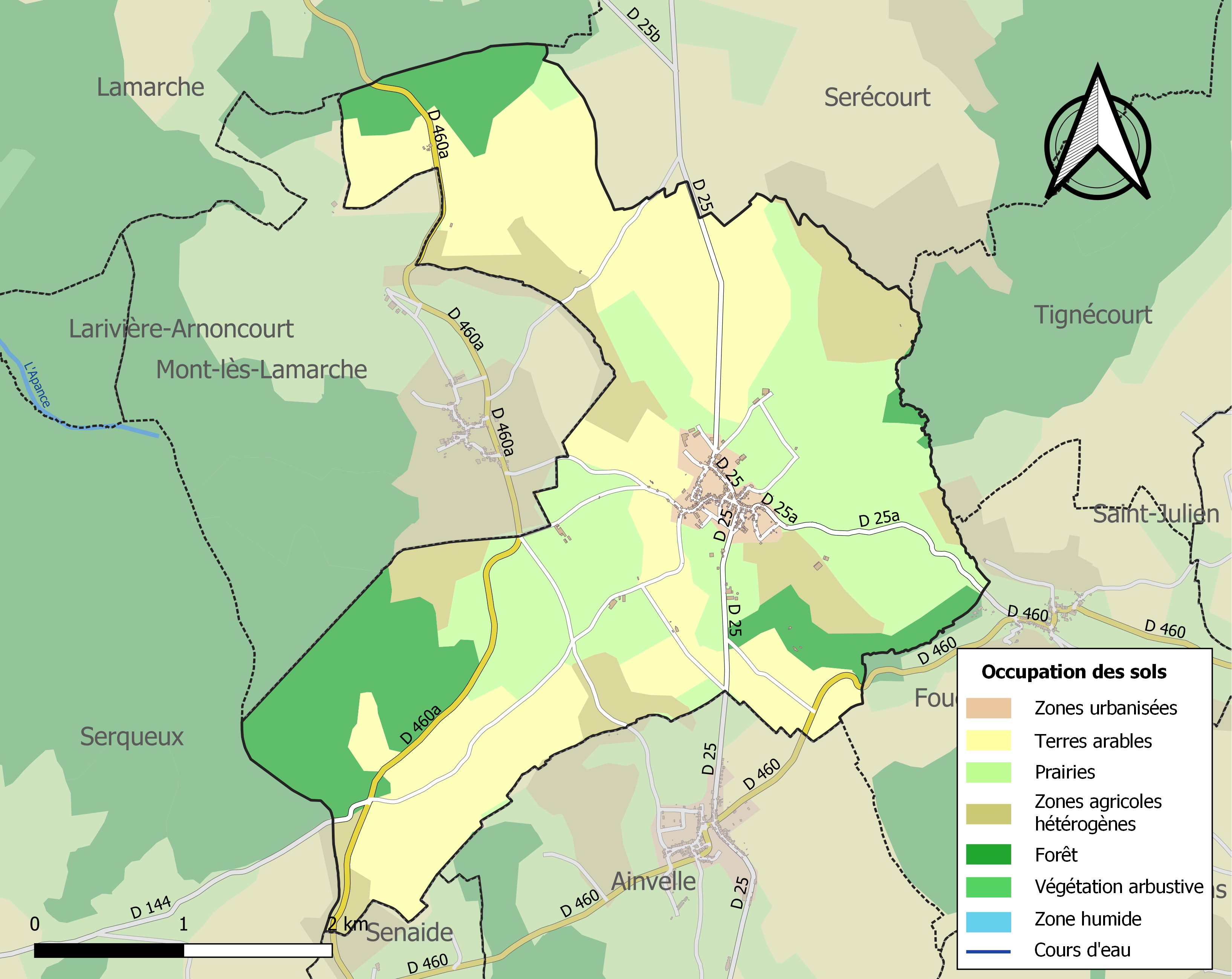
Carte des infrastructures et de l'occupation des sols de la commune en 2018 (CLC).

### Voies de communications et transports

#### Voies routières
- Autoroute A31 : Échangeurs Robécourt, Bulgnéville, Montigny-le-Roi.

#### Transports en commun

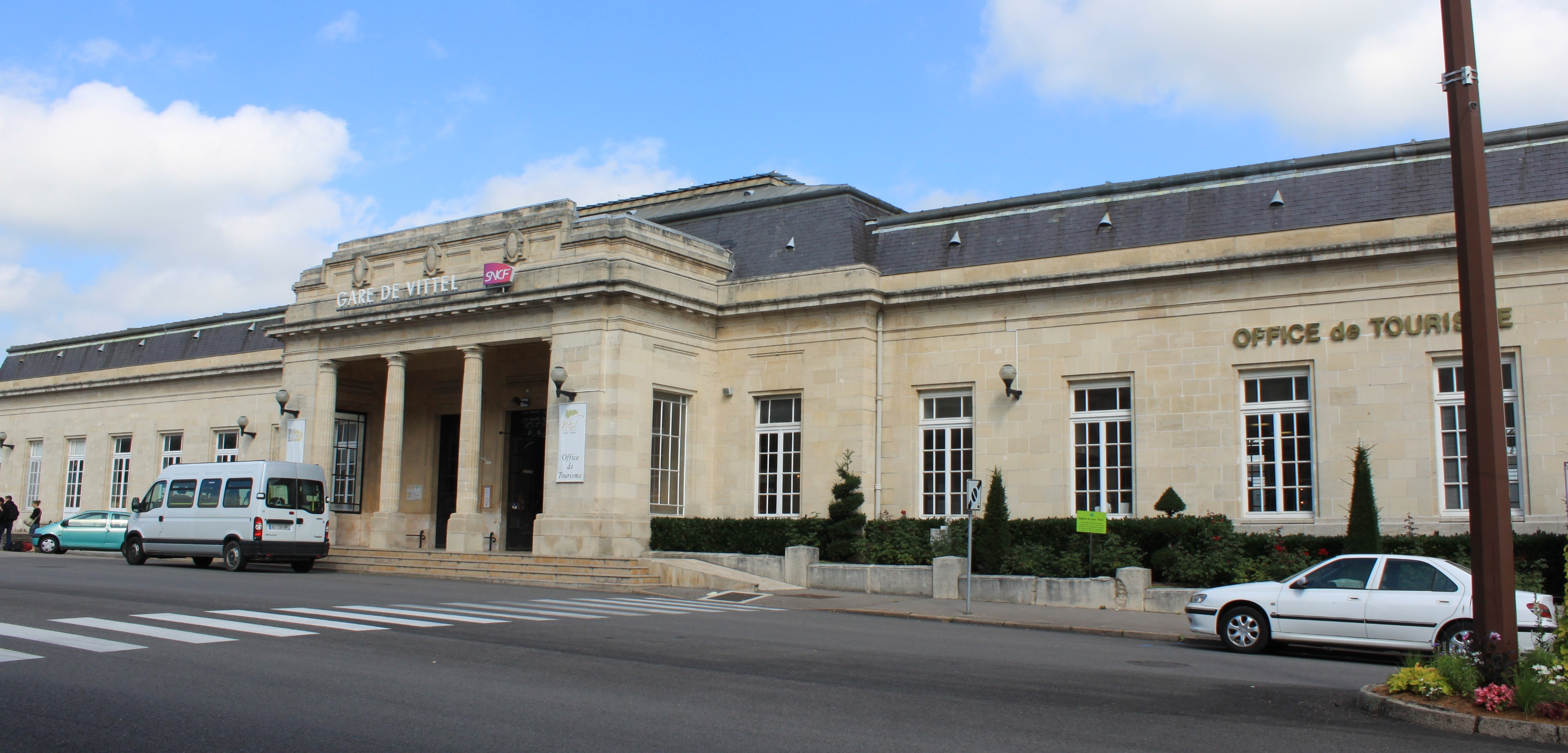
Gare de Vittel.

- Fluo Grand Est.

#### Lignes SNCF
- Gare de Contrexéville
- Gare de Vittel
- Gare de Merrey

## Toponymie
Le nom de la localité est attesté sous les formes Iche (1180) ; Villa quæ dicitur Yche (1199) ; ? « In terra de Essiis… excepto stagno » (1214) ; G. de Ychia (1334) ; Iche (1407) ; Ysche (1416) ; Ische (1472) ; Hyche (1554) ; L’Ische (1656) ; Hiche ou Iche (1711) ; Iche ou Ische (1753) ; Ische, Ischia (1768).

Pour Albert Dauzat, la forme d’origine latine est Ippia villa (« le domaine d’Ippius »), mais pour Pierre Gastal, l’origine viendrait du gaulois iccios (« d’ici, de ce lieu »). Dans les noms de lieux en France glossaire de termes dialectaux on trouve le terme iche, terme régional de Moselle pour l’hièble (petit sureau).
Ce nom constitue avec celui de la commune de Escles, les seuls nom de localité françaises à posséder la racine celtique isc ou esc qui signifie « eau ». Isches est située à 10 km de Bourbonne-les-Bains (Haute-Marne).

Son toponyme est lié au nom ancien du ruisseau qui traverse la commune, le ruisseau de la Fontaine au fer, qu'on appelait autrefois « la rivière de Liche », sans qu'on sache si la localité a pris le nom du ruisseau où l'inverse.

## Histoire
La famille Choiseul-Aigremont fit construire plusieurs châteaux à Isches.
Isches a été chef-lieu de canton durant la Révolution (de 1790 au 8 pluviôse an IX (28 janvier 1801).
L'église Saint Brice très visitée, date du XIIe siècle. Elle est une des plus anciennes de la région. Elle était initialement une chapelle du château du duc de Choiseul, qui fut tué à la bataille de La Mothe près de Soulaucourt-sur-Mouzon.

## Politique et administration

### Budget et fiscalité 2022

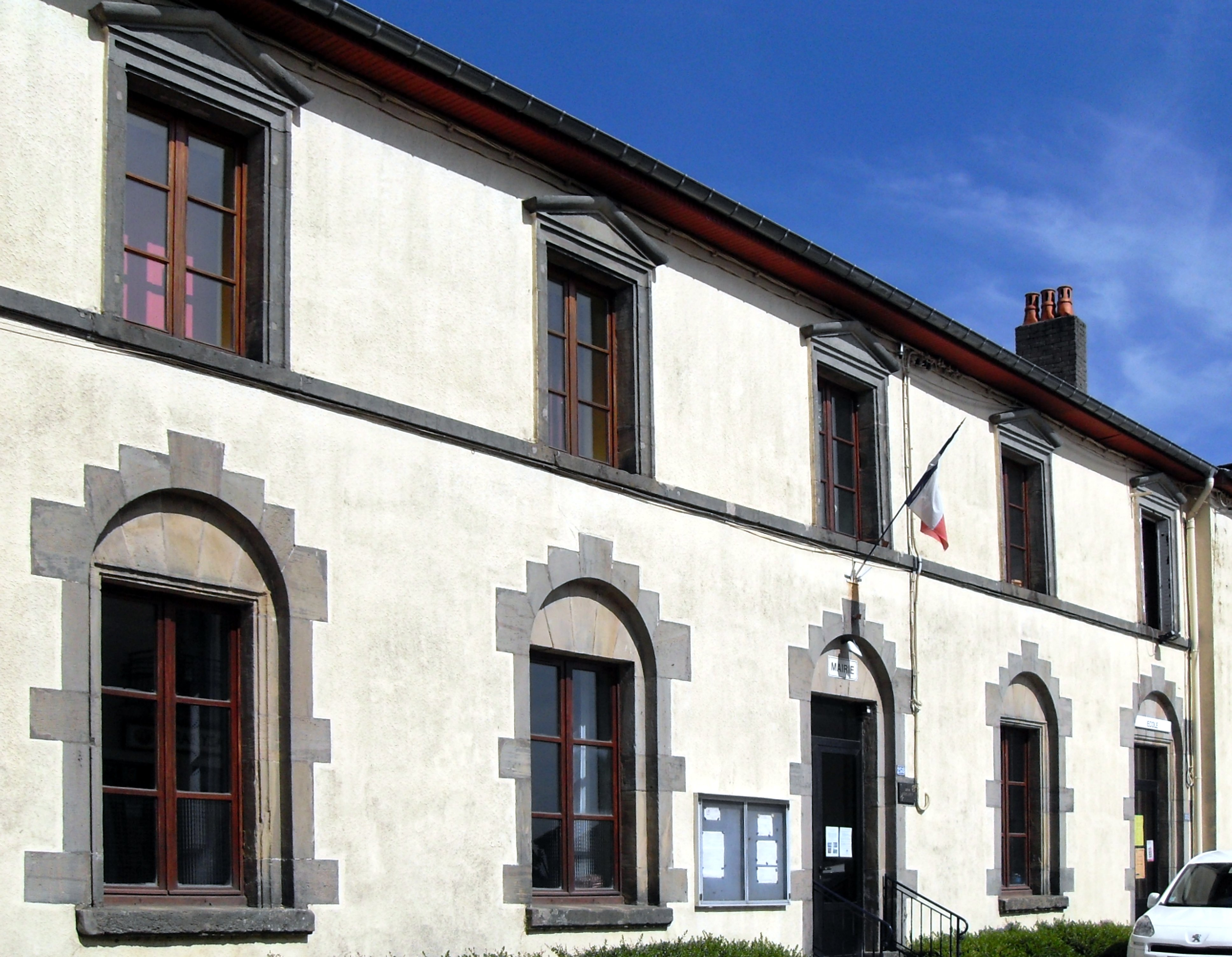
La mairie d'Isches.

En 2022, le budget de la commune était constitué ainsi :
- total des produits de fonctionnement : 288 000 €, soit 1 619 € par habitant ;
- total des charges de fonctionnement : 117 000 €, soit 659 € par habitant ;
- total des ressources d'investissement : 108 000 €, soit 606 € par habitant ;
- total des emplois d'investissement : 302 000 €, soit 1 694 € par habitant ;
- endettement : 103 000 €, soit 579 € par habitant.

Avec les taux de fiscalité suivants :
- taxe d'habitation : 13,81 % ;
- taxe foncière sur les propriétés bâties : 34,05 % ;
- taxe foncière sur les propriétés non bâties : 14,80 % ;
- taxe additionnelle à la taxe foncière sur les propriétés non bâties : 0,00 % ;
- cotisation foncière des entreprises : 0,00 %.

Chiffres clés Revenus et pauvreté des ménages en 2021 : médiane en 2021 du revenu disponible, par unité de consommation : 21 580 €.

### Liste des maires
| Période                                  | Période    | Identité                       | Étiquette | Qualité     |
| ---------------------------------------- | ---------- | ------------------------------ | --------- | ----------- |
| Les données manquantes sont à compléter. |            |                                |           |             |
| mai 1945                                 | mars 1965  | Robert Thouvenot               |           |             |
| mars 1965                                | mars 1977  | Roger Gantois                  |           |             |
| mars 1977                                | juin 1995  | Georges Thouvenot              |           |             |
| juin 1995                                | mars 2001  | Jean-Claude Garcin (1937-2021) |           |             |
| mars 2001                                | avril 2014 | Jean-Luc Thouvenot             |           | Agriculteur |
| avril 2014                               | En cours   | Daniel Garcin                  |           | Agriculteur |

## Population et société

### Démographie

#### Évolution démographique
L'évolution du nombre d'habitants est connue à travers les recensements de la population effectués dans la commune depuis 1793. Pour les communes de moins de 10 000 habitants, une enquête de recensement portant sur toute la population est réalisée tous les cinq ans, les populations de référence des années intermédiaires étant quant à elles estimées par interpolation ou extrapolation. Pour la commune, le premier recensement exhaustif entrant dans le cadre du nouveau dispositif a été réalisé en 2004.

En 2022, la commune comptait 172 habitants, en évolution de +8,18 % par rapport à 2016 (Vosges : −2,96 %, France hors Mayotte : +2,11 %).
| 1793 | 1800 | 1806 | 1821 | 1831 | 1836 | 1841 | 1846 | 1856 |
| ---- | ---- | ---- | ---- | ---- | ---- | ---- | ---- | ---- |
| 725  | 769  | 816  | 763  | 829  | 820  | 845  | 833  | 749  |

| 1861 | 1866 | 1876 | 1881 | 1886 | 1891 | 1896 | 1901 | 1906 |
| ---- | ---- | ---- | ---- | ---- | ---- | ---- | ---- | ---- |
| 748  | 783  | 767  | 704  | 678  | 580  | 589  | 559  | 506  |

| 1911 | 1921 | 1926 | 1931 | 1936 | 1946 | 1954 | 1962 | 1968 |
| ---- | ---- | ---- | ---- | ---- | ---- | ---- | ---- | ---- |
| 512  | 407  | 453  | 434  | 437  | 337  | 356  | 300  | 277  |

| 1975 | 1982 | 1990 | 1999 | 2004 | 2006 | 2009 | 2014 | 2019 |
| ---- | ---- | ---- | ---- | ---- | ---- | ---- | ---- | ---- |
| 269  | 234  | 223  | 198  | 218  | 230  | 183  | 162  | 174  |

| 2022 | - | - | - | - | - | - | - | - |
| ---- | - | - | - | - | - | - | - | - |
| 172  | - | - | - | - | - | - | - | - |

### Enseignement
Établissements d'enseignements :
- Écoles maternelles et primaires à Isches, Lamarche.
- Collèges à Lamarche, Bourbonne-les-Bains, Martigny-les-Bains, Monthureux-sur-Saône, Contrexéville.
- Lycées à Contrexéville, Mandres-sur-Vair.

### Santé
Professionnels et établissements de santé :
- Médecins à Mont-lès-Lamarche, Lamarche, Martigny-les-Bains, Bourbonne-les-Bains, Monthureux-sur-Saône.
- Pharmacies à Lamarche, Martigny-les-Bains, Bourbonne-les-Bains, Monthureux-sur-Saône.
- Hôpitaux à Lamarche, Vittel, Saint-Rémy, Ville-sur-Illon.

### Cultes
- Culte catholique, Paroisse Bienheureux-Jean-Baptiste-Menestrel[31], Diocèse de Saint-Dié.

## Économie

### Entreprises et commerces

#### Agriculture
- Culture et élevage associés.
- Élevage de vaches laitières.
- Élevage de chevaux et d'autres équidés.
- Élevage d'ovins et de caprins.
- Exploitation forestière/

#### Tourisme
- Hébergements et restauration à Bourbonne-les-Bains, Monthureux-sur-Saône, Melay, Claudon, Contrexéville.

#### Commerces
- Commerces et services de proximité.

## Culture locale et patrimoine

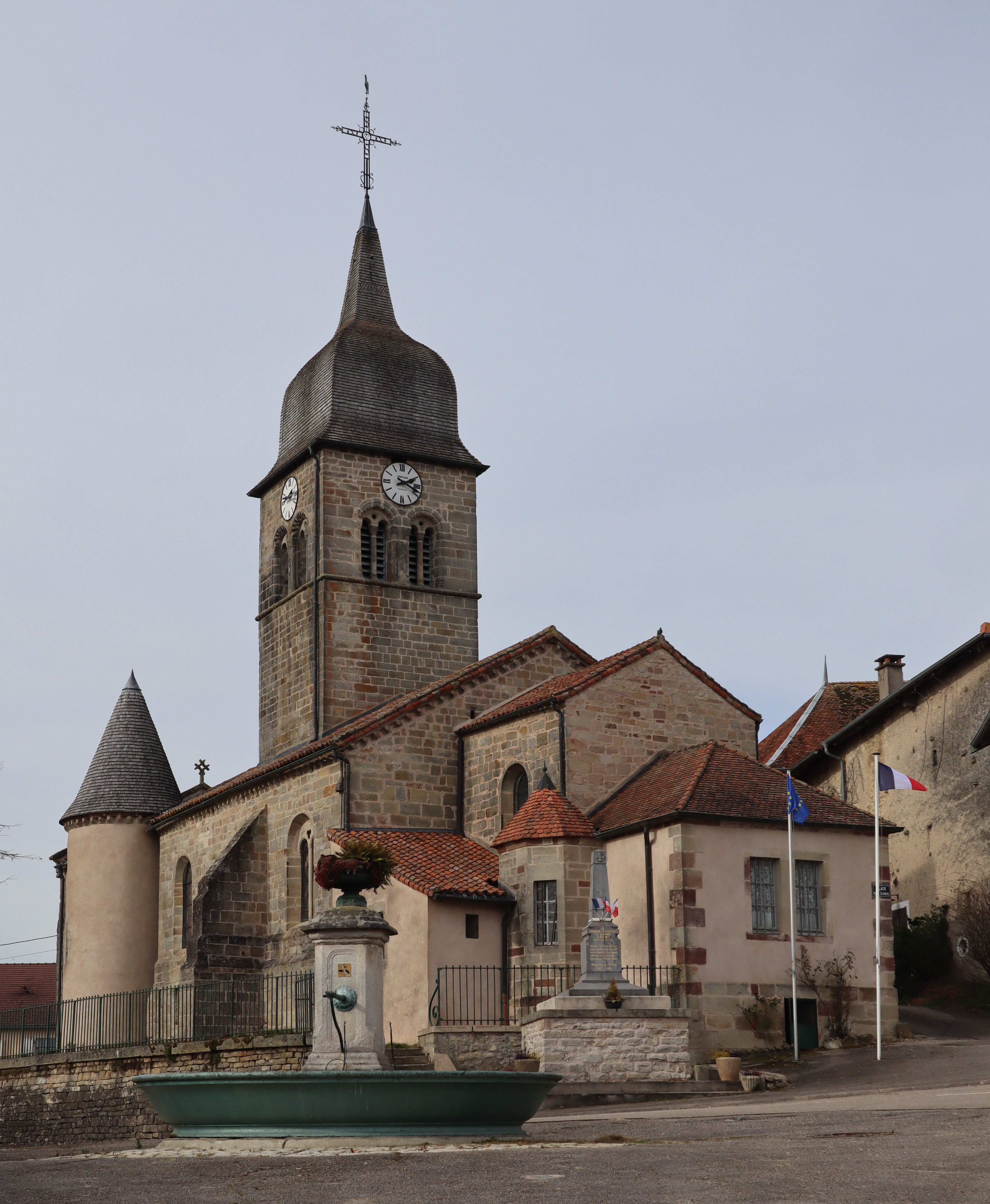
Extérieur de l'église Saint-Brice/
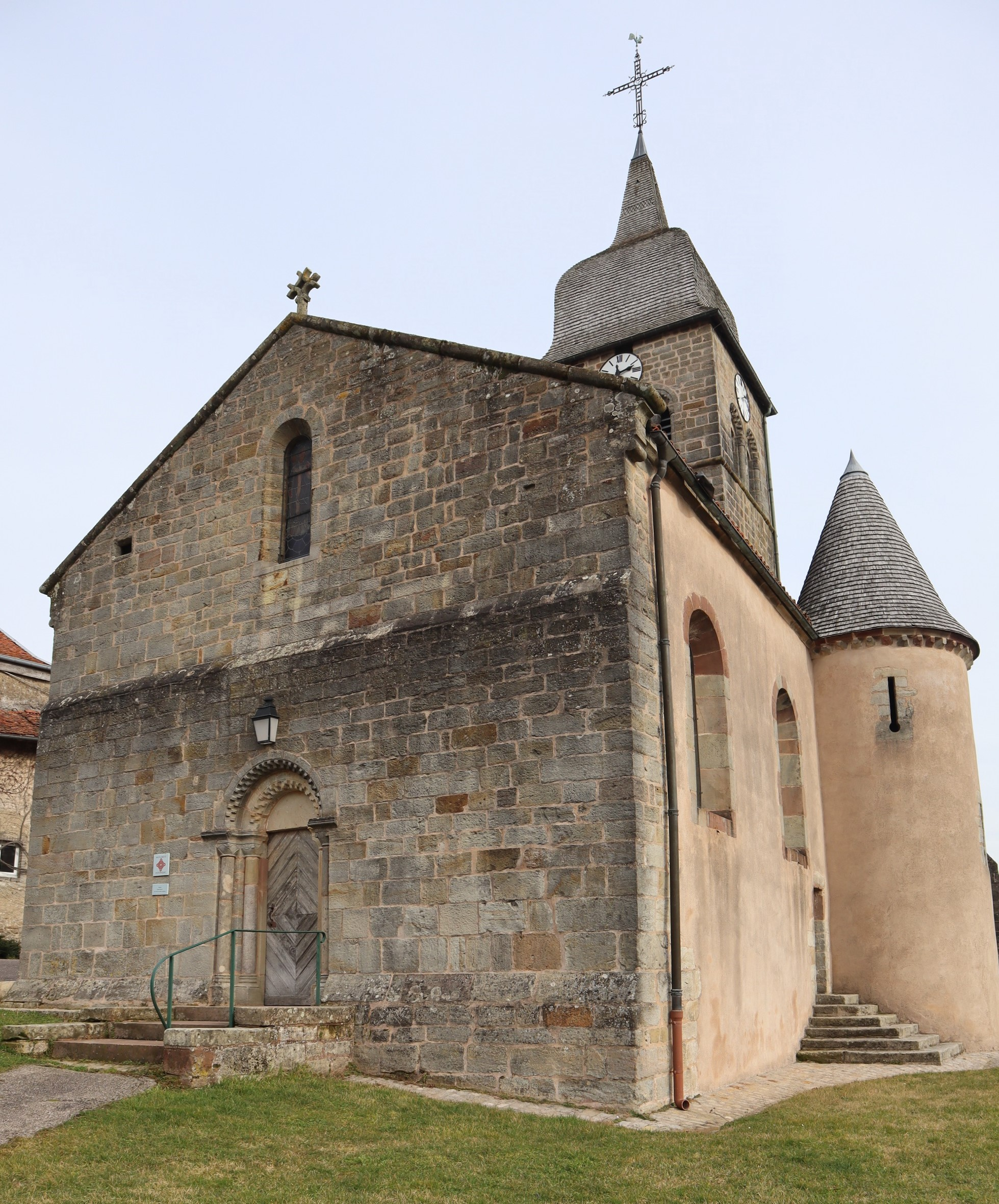
La façade occidentale avec sa porte romane à deux ressauts en plein cintre
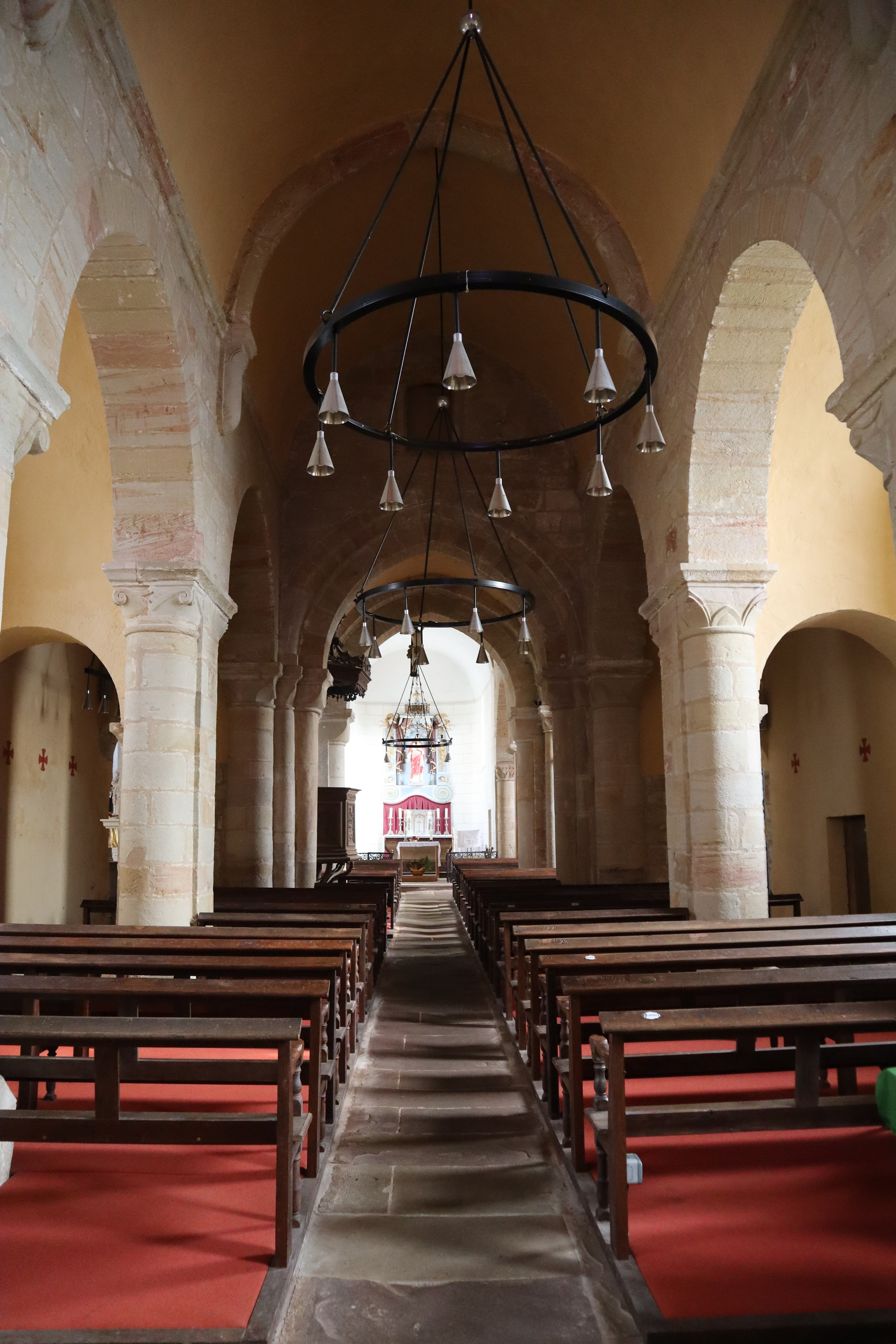
Intérieur de l'église.
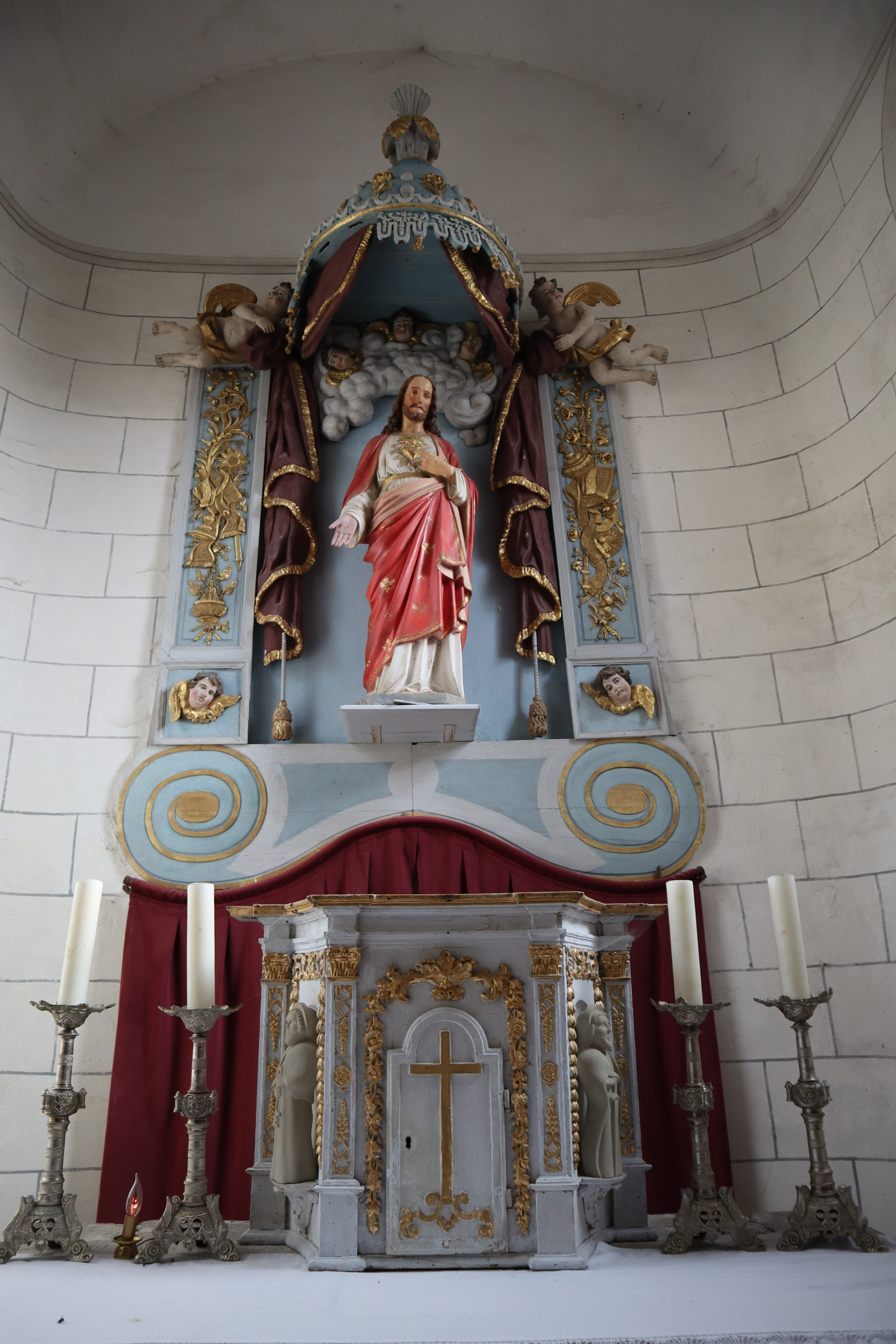
Maître-autel.
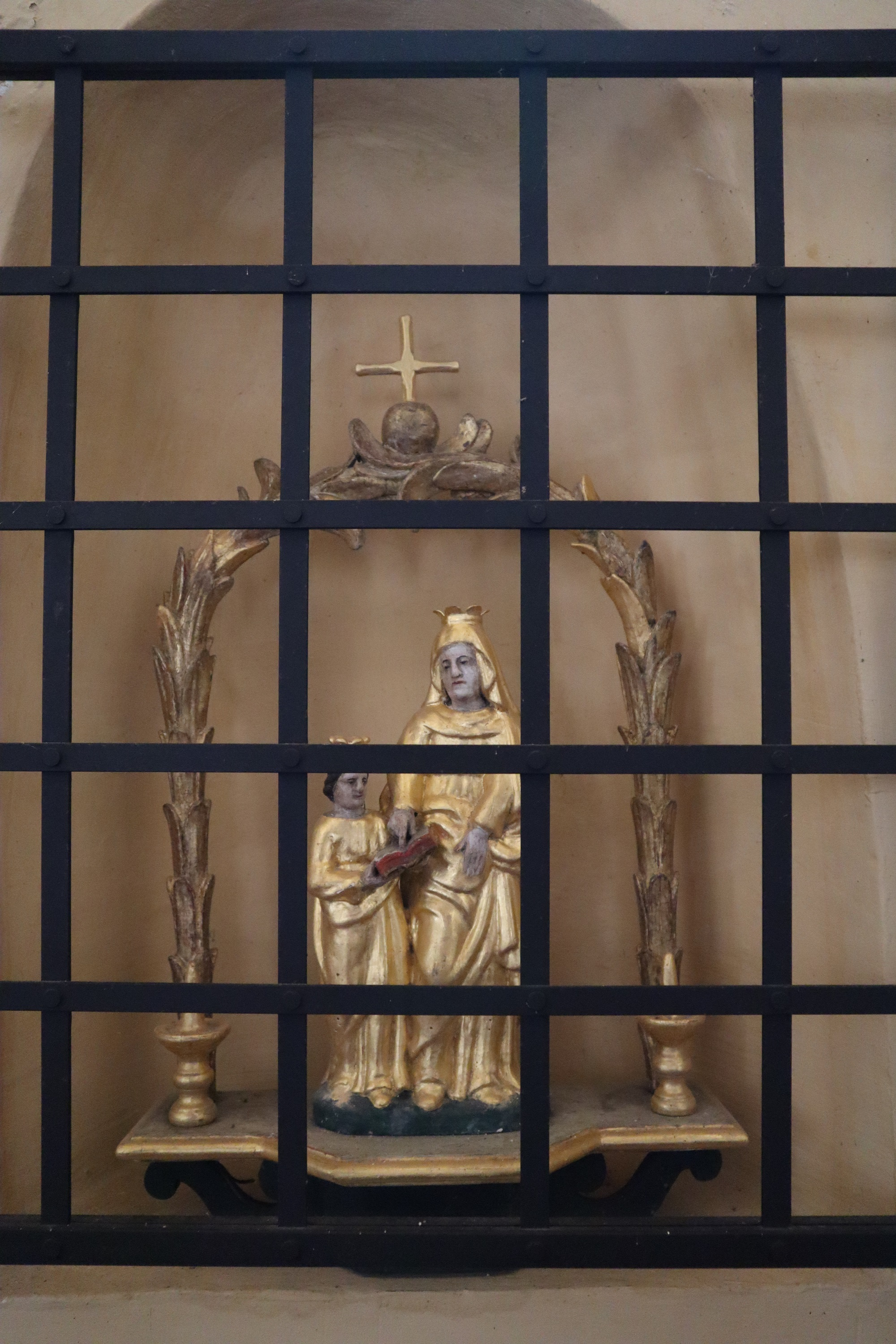
Groupe sculpté de l'éducation de la Vierge.
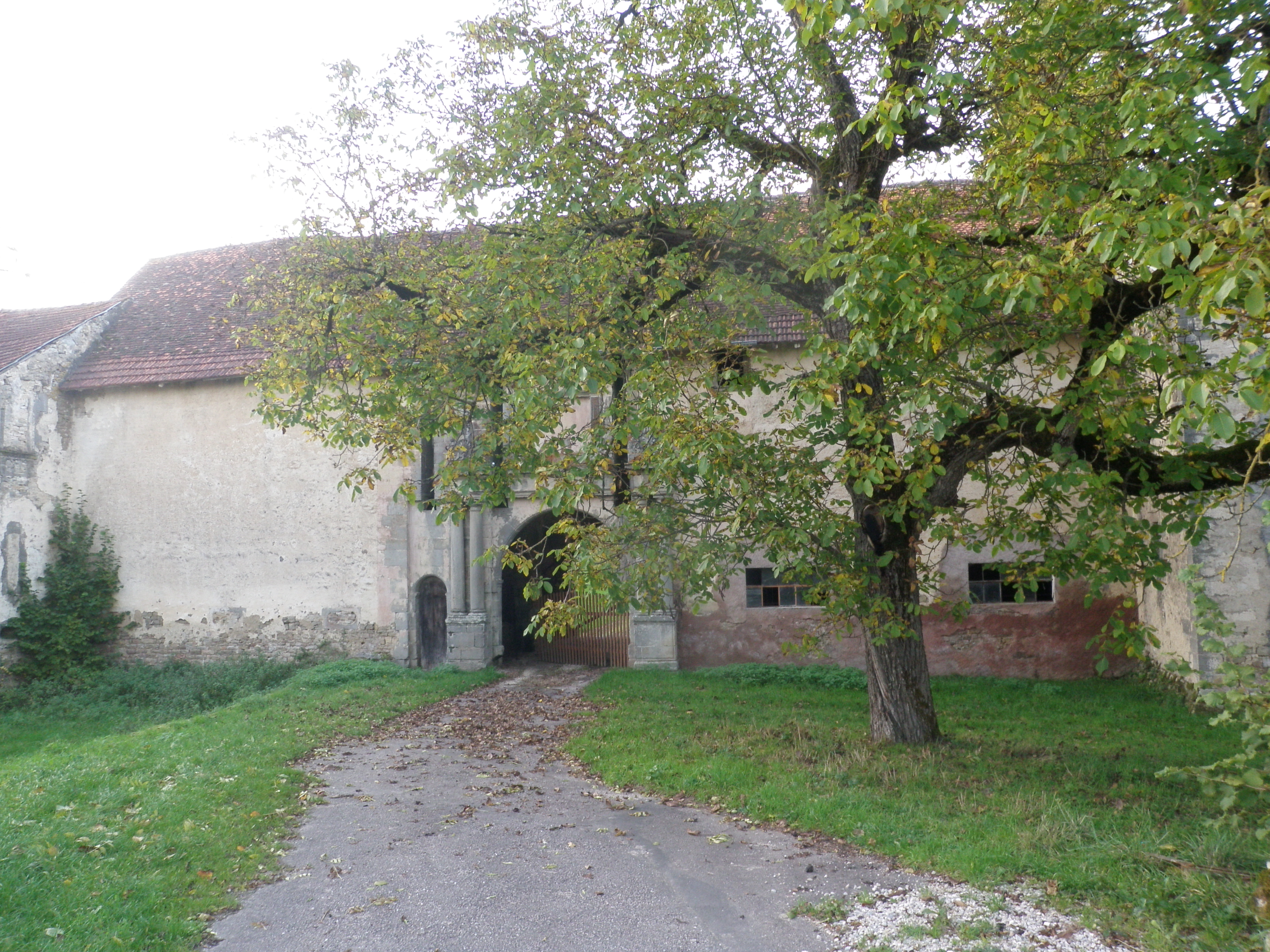
Communs du château d'Harcourt.
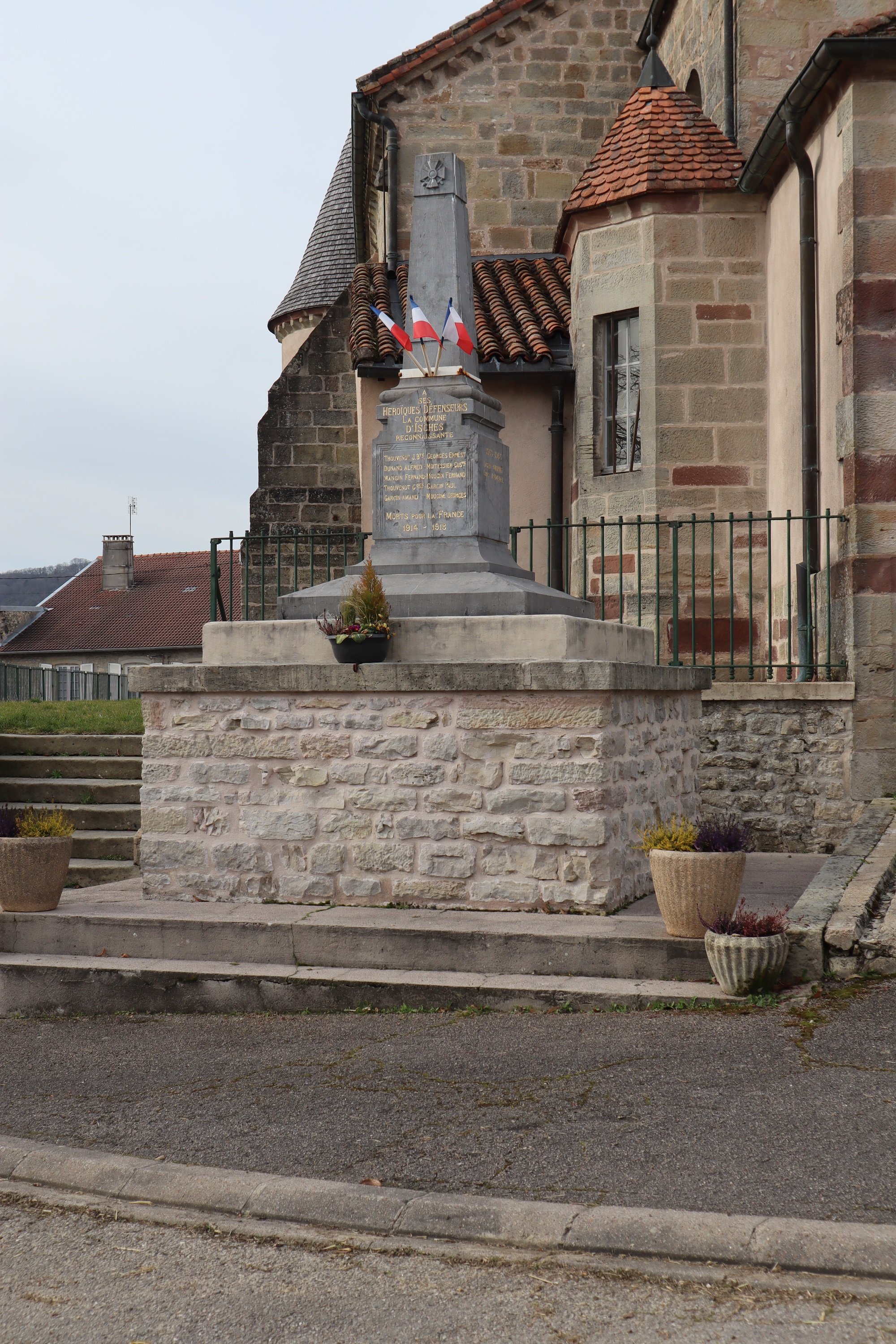
Monument aux morts.
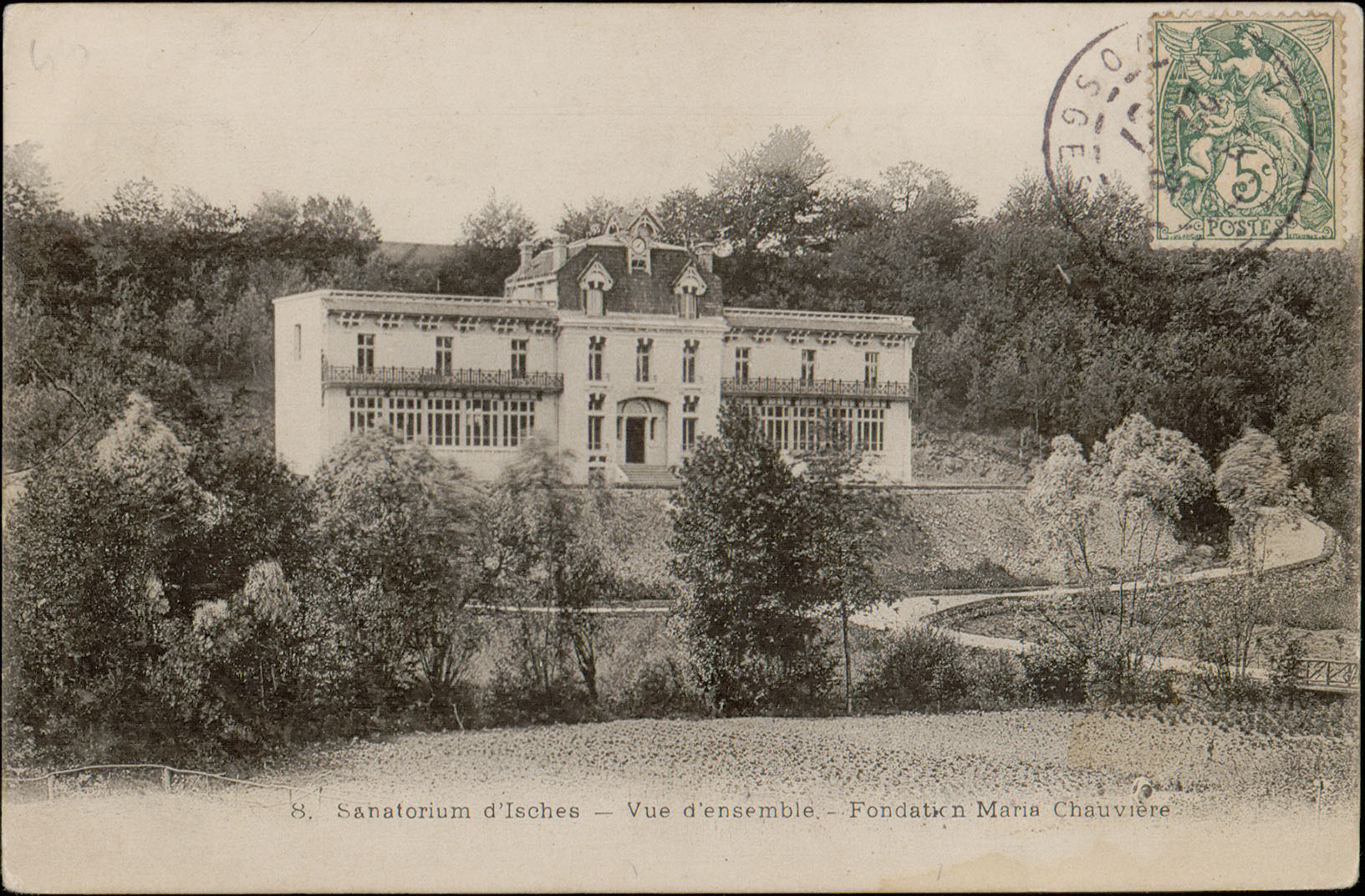
Sanatorium d'Isches, entre 1880 et 1945.

### Lieux et monuments
- Église Saint-Brice du XIIe siècle classée au titre des monuments historiques par arrêté du 7 août 1899[32],[33],[34],[35].

Par sa disposition générale, par la forme de ses voûtes, par son ornementation, par la plupart de ses caractères, l'église d'Isches se distingue et constitue un peu une exception parmi les autres églises lorraines, malgré un remaniement infiniment regrettable (1878-1880). L'église entière est construite en grès bigarré. Elle mesure 29 m de long, 8 à 10 m de large, 8,15 m de hauteur sous voûte pour la nef et 5,40 m pour les bas-côtés.  Elle comprend six travées carrées de nef flanquées de bas-côtés. Le clocher s'élève sur la quatrième travée de la nef. En 1810, on a ajouté à l'est un choeur carré à chevet plat et, en 1879, une sacristie.  La plus grande particularité de cette église est que sa nef, à l'exception de la travée sur laquelle s'élève le clocher, est voûtée en berceau longitudinal et les bas-côtés d'une suite de berceaux perpendiculaires à l'axe de la nef, formant un vigoureux massif pour résister à la poussée de la voûte de celle-ci. Les travées de bas-côtés communiquent entre elles par des arcs doubleaux en plein cintre, à section rectangulaire, retombant à pénétration, d'une part dans les maîtres-piliers de la nef, de l’autre dans le mur extérieur du collatéral.  La quatrième travée en partant de l’abside diffère des autres  : elle est couverte en croisée d’ogives. La travée est portée par deux solides arcs doubleaux en cintre brisé et doublés, avec une clef à la pointe. Les formerets sont aussi en cintre brisé. Les piliers qui supportent le clocher sont renforcés de deux grosses demi-colonnes. Une autre particularité de la travée est qu’elle est plus basse que la nef, ce qui prouve qu’elle est antérieure à la nef, qui date de la fin du XIIe siècle.  La façade occidentale n'a d'autre ornement qu'une porte surmontée d'une fenêtre. La porte romane a deux ressauts en plein cintre, ornés de billettes, et retombant sur des colonnettes monolithes, aux chapiteaux sculptés  Le clocher peut être de l’époque de sa travée ou de l’époque de la nef. C’est une tour carrée, sans contreforts, à deux étages au-dessus de la toiture.  Seul l’étage du beffroi est percé sur ses quatre faces de deux ouïes en plein cintre, Chacune est munie d'un tympan subdivisé en deux arcades que supporte une colonnette centrale, et percé d'un oculus.
Description détaillée de l'église, plan et photos dans l'ouvrage Églises romanes des Vosges.
Fonts baptismaux
Bénitier et retable des fonts baptismaux.
Ciboire.
Statue L'Éducation de la Vierge.
Autel, baldaquin et tabernacle.
Chaire à prêcher.
- Monument aux morts[44],[45].
- Château d'Harcourt XVIe siècle - XVIIe siècle[46].
- La source du Haut-Fer et le moulin Lexellent[47].
- Verger conservatoire[48] (vigne, mirabellier, prunier).
- Arboretum[49], départ des circuits de randonnée.
- Le sanatorium au cœur des bois, construit au début du XXe siècle[50].

### Personnalités liées à la commune
- Jean Déchanet (1906-1992), moine bénédictin, pionnier du yoga chrétien.
- Paul Elbel (1875-1940), député des Vosges.
- Ernest Renard, médecin[51].

### Héraldique, logotype et devise
Commune sans blason.
Bermand (de) Lorraine. Saint-Nicolas-de-Port, seigneuries d'Uzemain et d'Isches en partie

## Pour approfondir